# Modderslang
De modderslang (Farancia abacura) is een slang uit de familie toornslangachtigen (Colubridae) en de onderfamilie Dipsadinae.

## Naam en indeling
De wetenschappelijke naam van de soort werd voor het eerst voorgesteld door John Edwards Holbrook in 1836. De slang werd eerder aan andere geslachten toegekend, zoals Helicops, Coluber en Calopisma. De enige andere soort uit het geslacht Farancia is Farancia erytrogramma.

## Uiterlijke kenmerken
Deze slang wordt ongeveer 1 tot 1,3 meter lang, het record is ruim 2 meter. De kleur is zeer donkerbruin of -grijs tot bijna zwart met op de buik grote, ruitvormige vlekken die soms ovaal zijn. De kleur van deze vlekken is vaak fel roodoranje tot roze, en de schubben zijn erg glad. Het einde van de staartpunt is verhard en wordt gebruikt als 'vinger' om gevangen prooien zo te manoeuvreren dat deze kunnen worden doorgeslikt. Deze staartpunt heeft de soort in het Engels namen als stekende slang opgeleverd.

## Verspreiding en habitat
De modderslang komt voor delen van Noord-Amerika en leeft endemisch in de Verenigde Staten. De slang is aangetroffen in de staten Texas, Arkansas, Louisiana, Mississippi, Alabama, Georgia, Florida, South Carolina, North Carolina, Virginia, Tennessee, Missouri, Illinois en Kentucky. De habitat bestaat uit vele verschillende types draslanden.

## Levenswijze
De modderslang leeft langs oevers van stroompjes en rivieren, tussen de modder en waterplanten. Hier jaagt de slang op allerlei amfibieën en de larven, zoals kikkers maar voornamelijk wormsalamanders en soms vissen. Vijanden zijn andere slangen en de mississippialligator (Alligator mississipiensis).
Omdat deze soort een verborgen leven leidt en voornamelijk 's nachts actief is, is niet alles bekend over deze soort hoewel de slang in veel streken nog algemeen voorkomt. De vrouwtjes leggen enkele tot meer dan honderd eitjes die bewaakt worden tot ze uitkomen. Er zijn weleens vrouwtjes met eitjes in de verlaten nesten van alligators aangetroffen. Als de eitjes uitkomen zijn de jongen al ruim 20 centimeter lang.

## Beschermingsstatus
Door de internationale natuurbeschermingsorganisatie IUCN is de beschermingsstatus 'veilig' toegewezen (Least Concern of LC).